# Scapulaire noir de la Passion

Scapulaire noir de la Passion

Le scapulaire noir de la Passion est un scapulaire catholique associé aux passionistes. Il est souvent appelé scapulaire noir de la Passion en opposition au scapulaire rouge de la Passion, lié aux lazaristes.

## Description
Ce scapulaire est une réplique de l'insigne des passionistes, à savoir un cœur avec trois clous au-dessous d'une croix, sur lequel est écrit «Jesu XPI Passio" ("passion de Jésus-christ" en grec et latin, le XPI est un chrisme), l'autre partie du scapulaire peut consister simplement en un petit morceau de tissu noir, mais à souvent une image du Christ crucifié avec l'inscription en latin "sit semper in cordibus nostris" (que la passion soit toujours dans nos cœurs).

## Origine
Saint Paul de la Croix fonde la congrégation des passionistes à la suite de plusieurs visions au cours desquels il reçoit l'habit noir de la congrégation avec l'insigne "Jesu XPI Passio" sur la poitrine. Par la suite, les pères passionistes ont donné aux fidèles qui voulaient s'associer plus étroitement à leur ordre un scapulaire noir en l'honneur de la Passion du Christ.

## Approbation
Les indulgences pour ce sacramental ont été étendues à tous les fidèles qui le portent par le pape Pie IX en 1861. Diverses autres indulgences pour les fidèles qui portent ce scapulaire ont ensuite été approuvés par la congrégation des indulgences en 1877. Tout clerc peut administrer le scapulaire ainsi qu'un laïc si l'ordinaire l'autorise.